# Чемпионат мира по шоссейным велогонкам 1931
11-й чемпионат мира по шоссейному велоспорту проходил в Копенгагене столице Дании 26 августа 1931 года. Чемпионом мира среди профессионалов стал итальянец Леарко Гуэрру.

## Детали
Чемпионат мира 1931 года снова прошёл в Копенгагене, как и 10 лет назад в 1921 году. В нём участвовало 54 велогонщика, включая 17 профессионалов и 37 любителей. Профессионалам предстояло преодолеть дистанцию в 170 км, а любителям в 172 км.
Среди профессионалов победу одержал итальянец Леарко Гуэрра, опередив француза Фердинанда Ле Дрого на 4 минуты 37 секунд и швейцарца Альберта Бюхи на 4 минуты 48 секунд. Чемпион мира 1930 года Альфредо Бинда финишировал шестым. Из 17 стартовавших в гонке, финишировали 13 велогонщиков.
Среди любителей победу одержал  датчанин Хенри Хансен, тем самым впервые за три года гонку выиграл не итальянец, опередив ближайшего соперника на 6 минут и 1 секунду. Вторым финишировал итальянец Джузеппе Ольмо, третий — датчанин Лео Нильсен. Из 37 стартовавших в гонке, финишировали 28 велогонщиков.

## Программа чемпионата
| Дата            | Дисциплина              | Маршрут                 | Дистанция       |
| Групповые гонки | Групповые гонки         | Групповые гонки         | Групповые гонки |
| --------------- | ----------------------- | ----------------------- | --------------- |
| 26 августа      | Мужчины — Профессионалы | Копенгаген — Копенгаген | 170 км          |
| 26 августа      | Мужчины — Любители      | Копенгаген — Копенгаген | 172 км          |

## Медалисты
Согласно:
| Велогонка     | Золото                 | Золото   | Серебро                     | Серебро | Бронза                   | Бронза  |
| ------------- | ---------------------- | -------- | --------------------------- | ------- | ------------------------ | ------- |
| Мужчины       |                        |          |                             |         |                          |         |
| Профессионалы | Леарко Гуэрра · Италия | 4ч53’43" | Фердинан Ле Дрого · Франция | + 4’37" | Альберт Бюхи · Швейцария | +4’48"  |
| Любители      | Хенри Хансен · Дания   | 4ч50’53" | Джузеппе Ольмо · Италия     | + 6’01" | Лео Нильсен · Дания      | + 6’40" |

## Медальный зачёт
*   Принимающая страна (Дания)
| Место          | Страна         | Золото | Серебро | Бронза | Всего |
| -------------- | -------------- | ------ | ------- | ------ | ----- |
| 1              | Италия         | 1      | 1       | 0      | 2     |
| 2              | Дания*         | 1      | 0       | 1      | 2     |
| 3              | Франция        | 0      | 1       | 0      | 1     |
| 4              | Швейцария      | 0      | 0       | 1      | 1     |
| Всего стран: 4 | Всего стран: 4 | 2      | 2       | 2      | 6     |